# Mixu Paatelainen
Mika-Matti Petteri „Mixu“ Paatelainen (* 3. Februar 1967 in Helsinki) ist ein ehemaliger Fußballspieler und heutiger Trainer. Mit 70 Länderspielen und 18 Länderspieltoren ist Paatelainen der am achthäufigsten eingesetzte finnische Nationalspieler und der am dritterfolgreichste Torschütze.
Mit Mikko und Markus hat er zwei jüngere Brüder, die ebenfalls als Fußballspieler tätig sind. Bereits ihr Vater Matti Paatelainen (* 1944) war ein erfolgreicher und torgefährlicher Fußballspieler, der auch als Stammspieler in der finnischen Nationalmannschaft agierte. Dessen Zwillingsbruder Heikki, der Onkel der drei Brüder, war ebenfalls als Fußballspieler aktiv, konnte allerdings nicht an den großen Erfolgen seines Bruders anschließen.

## Karriere

### Spieler
Im Oktober 1987 unterschrieb Paatelainen einen Vertrag beim schottischen Verein Dundee United und wechselte für £100.000 vom finnischen Verein FC Haka auf die Insel. 1988 war Fußballer des Jahres in Finnland. 1992 erfolgte der Wechsel zum Ligakonkurrenten FC Aberdeen. Paatelainen war bei Dundee United zweimal bester Schütze der Saison gewesen. Als er 1994 in die 1992 neu gegründete Premier League zu den Bolton Wanderers wechselte, war er der erste finnische Spieler, der in dieser Liga spielte. 1997 wechselte er zu den Wolverhampton Wanderers, blieb hier aufgrund einer enttäuschenden Saison, in der die Wolves zwar den neunten Platz in der zweiten Liga belegten, Paatelainen aber kein einziges Tor in 22 Spielen schoss, nur ein Jahr und kehrte dann nach Schottland zurück. Zwischen 1998 und 2001 spielte er bei Hibernian Edinburgh. 2001 wurde er von Racing Straßburg verpflichtet, auch hier hielt es den Finnen nur ein Jahr. Zwischen 2002 und seinem Karriereende 2005, spielte er jeweils immer ein Jahr bei einem schottischen Verein. Erst kehrte er 2002 zu den Hibs zurück, dann spielte er zwischen 2003 und 2004 bei FC St. Johnstone und zwischen 2004 und 2005 stand er bei FC St. Mirren unter Vertrag, wo er seine Karriere als Aktiver beendete.

### Trainer
Während seiner letzten Stationen als Spieler hatte Paatelainen nebenher schon als Trainer gearbeitet, im Jahr 2005 übernahm er dann seinen ersten Cheftrainerposten beim Viertligisten FC Cowdenbeath. Der Finne verpflichtete seine Brüder Mikko (* 1980), ein Stürmer, und Markus (* 1983), ein offensiver Mittelfeldspieler. In seiner einzigen Saison bei Cowdenbeath wurde er Erster und stieg in die dritte Liga auf. 2006 wurde er als Trainer bei einem finnischen Verein, Turku PS, verpflichtet. Er belegte 2007 den dritten Platz und qualifizierte sich mit seinem Team für den UI-Cup. Am 10. Januar 2008 übernahm Paatelainen Hibernian Edinburgh, die zum damaligen Zeitpunkt nur eines der letzten zehn Spiele gewonnen hatten.
Dort erlebte er eine durchwachsene Zeit und musste am Ende der Saison 2008/09 schließlich den Verein wieder verlassen, nachdem er die Hibs auf Platz 6 geführt hatte.
Im Frühjahr 2011 übernahm Paatelainen die finnische Nationalmannschaft. Das Amt durfte er gut vier Jahre bekleiden, ehe eine mehrmonatige Niederlagenserie den nationalen Fußballverband veranlasste, die Zusammenarbeit im Juni 2015 zu beenden und Paatelainen zu entlassen.
Im Oktober 2015 wurde Paatelainen als Nachfolger von Jackie McNamara neuer Trainer von Dundee United. Für den Verein hatte er in seiner aktiven Karriere zwischen 1987 und 1992 selber gespielt. Am 4. Mai 2016 wurde der Vertrag aufgelöst.